# Towarzystwo im. Fryderyka Chopina

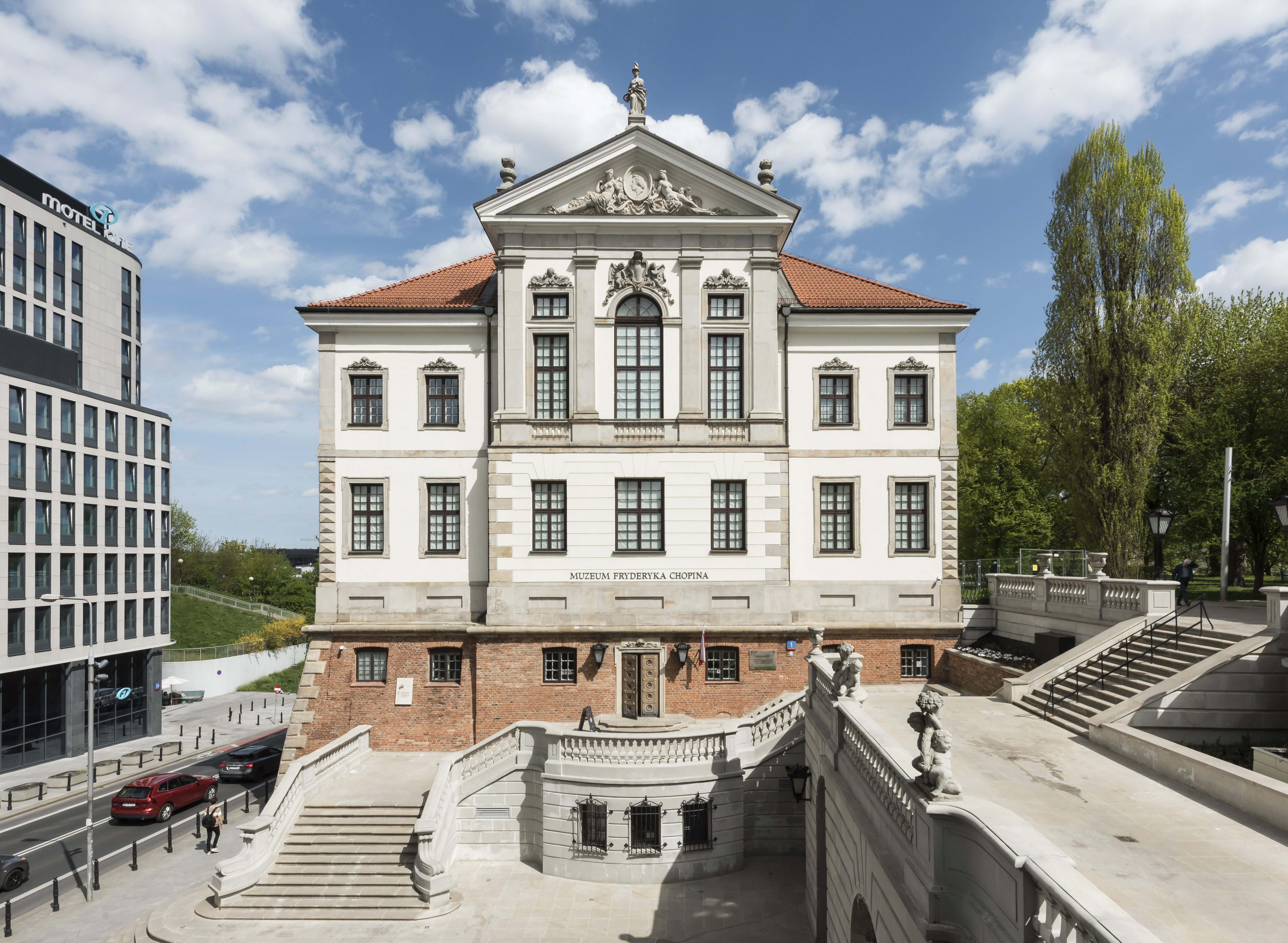
Zamek Ostrogskich – siedziba towarzystwa po 1953 roku, na fasadzie nad wejściem stylizowany medalion z wizerunkiem Chopina

Towarzystwo im. Fryderyka Chopina w Warszawie – centralny ośrodek chopinowski o zasięgu i znaczeniu międzynarodowym, kontynuator działalności sekcji im. Chopina działającej od 1899 r. przy Warszawskim Towarzystwie Muzycznym. Siedziba towarzystwa znajduje się w Warszawie, w Centrum Chopinowskim przy ul. Tamka 43, a pierwsza powojenna siedziba znalazła się w Zamku Ostrogskich przy ul. Okólnik 1, gdzie do dziś działa Muzeum Fryderyka Chopina, teraz zarządzane przez Narodowy Instytut Fryderyka Chopina.

## Historia
Tradycja towarzystwa sięga roku 1899, ale samo towarzystwo istnieje praktycznie od 1934, gdy powołane zostało jako Instytut Fryderyka Chopina. Zbiór archiwaliów związanych z Chopinem rozpoczął się w 1935 roku, a od 1937 trwały prace nad wydaniem Dzieł wszystkich Fryderyka Chopina. Działalność przerwała II wojna światowa i wznowiona została w 1945 roku. 
W 1950 roku następuje zmiana nazwy na Towarzystwo im. Fryderyka Chopina, a od 1953 siedzibą towarzystwa i muzeum chopinowskiego staje się odbudowany po zniszczeniach wojennych Zamek Ostrogskich. Oprócz tego towarzystwo otrzymało zarząd nad Domem Urodzenia Fryderyka Chopina w Żelazowej Woli i Salonikiem Chopinów w Pałacu Czapskich (dawniej Krasińskich) przy Krakowskim Przedmieściu 5 w Warszawie.
W latach 1949–1961 Towarzystwo wydało przy współpracy z Polskim Wydawnictwem Muzycznym Dzieła wszystkie Chopina pod redakcją Ignacego Jana Paderewskiego, Ludwika Bronarskiego i Józefa Turczyńskiego. Ponadto w latach 1967–1992 również z PWM wydano dziewięć zeszytów Wydania Narodowego Dzieł Fryderyka Chopina pod redakcją Jana Ekiera.
Towarzystwo organizowało takie imprezy międzynarodowe jak: Międzynarodowy Konkurs Pianistyczny im. Fryderyka Chopina, konkursy płytowe Grand Prix du Disque Frédéric Chopin (od 1985 r.), mistrzowskie kursy interpretacji muzyki Chopina (od 1985 r.), sympozja naukowe, a także liczne wystawy za granicą. Od 1967 Towarzystwo organizuje coroczne Ogólnopolskie Konkursy na Stypendia Artystyczne im. Fryderyka Chopina, które umożliwiają wsparcie młodych i zdolnych pianistów.